# Kucsera Gábor (kajakozó)
Kucsera Gábor (Budapest, 1982. augusztus 27. –) kétszeres világbajnok magyar kajakozó, olimpikon.

## Sportkarrier
Kajak-kenu világbajnokságokon 2005 és 2009 között két arany-, egy ezüst- és három bronzérmet szerzett kajak páros 500 illetve 1000 méteren.
A 2008-as pekingi olimpián Kammerer Zoltánnal két negyedik helyet szereztek a kajak kettes 500 méteres és a kajak kettes 1000 méteres számban (utóbbit az előttük célba érő lengyel egység doppingvétség miatt történt későbbi kizárása után).
2015. július közepén, a világbajnoki válogatóversenyen aratott győzelme után adott doppingmintája kokainfogyasztást mutatott ki. Vétségét elismerte, és kikerült a világbajnokságra utazó csapatból. Első fokon négy, másodfokon két évre (2017. augusztus 17-ig) tiltották el.

## Egyéb
2008-ban megnyerte a TV2 A sztárok a fejükre estek című műsorát.
2016-ban A Nagy Duettben Dér Henivel a 4. helyen végeztek.
2016-tól 2017-ig feleségével, Tápai Szabinával szerepeltek az Édes élet című reality-sorozatban.
2023-ban megnyerte Tóth Dáviddal párban a TV2 Ázsia Expressz 4. évadát
2025-ben szerepelt a Password – A jelszóban.

## Díjai
- Junior Prima díj (2007)
- Magyar Köztársasági Ezüst Érdemkereszt (2008)

## Magánélet
2013. június 28-án feleségül vette Tápai Szabina kézilabdázót. 2013. október 24-én megszületett kisfiuk, Bence. 2018. novemberében érkezett meg kislányuk, Milla. 2021-ben pedig megszületett harmadik gyermekük, egy kislány, aki a Bella nevet kapta. 2023-ban bejelentették, hogy elválnak.